# Hypena hedychroa
Hypena hedychroa är en fjärilsart som beskrevs av George Thomas Bethune-Baker 1908. Hypena hedychroa ingår i släktet Hypena och familjen nattflyn. Inga underarter finns listade i Catalogue of Life.